# Joko Suprianto
Joko Suprianto (* 6. Oktober 1966 in Surakarta) ist ein ehemaliger indonesischer Badmintonspieler.

## Karriere
Es war einer der dominierenden Einzelspieler der 1990er Jahre. 1993 wurde er Weltmeister. Er gewann des Weiteren alle großen internationalen Meisterschaften wie zum Beispiel die China Open, Japan Open, Thailand Open, Indonesia Open, US Open, Swiss Open und Malaysia Open. Nur bei den All England kam er über einen zweiten Platz nicht hinaus. Bei den Olympischen Sommerspielen 1996 war jedoch im Viertelfinale Endstation.

## Erfolge
| Saison | Veranstaltung     | Disziplin    | Platz | Name           |
| ------ | ----------------- | ------------ | ----- | -------------- |
| 1990   | All England       | Herreneinzel | 2     | Joko Suprianto |
| 1991   | Indonesia Open    | Herreneinzel | 2     | Joko Suprianto |
| 1992   | German Open       | Herreneinzel | 2     | Joko Suprianto |
| 1992   | Thailand Open     | Herreneinzel | 1     | Joko Suprianto |
| 1992   | Weltcup           | Herreneinzel | 1     | Joko Suprianto |
| 1992   | Swiss Open        | Herreneinzel | 1     | Joko Suprianto |
| 1992   | Indonesia Open    | Herreneinzel | 2     | Joko Suprianto |
| 1993   | All England       | Herreneinzel | 2     | Joko Suprianto |
| 1993   | China Open        | Herreneinzel | 1     | Joko Suprianto |
| 1993   | Weltmeisterschaft | Herreneinzel | 1     | Joko Suprianto |
| 1993   | Thailand Open     | Herreneinzel | 1     | Joko Suprianto |
| 1994   | Thailand Open     | Herreneinzel | 1     | Joko Suprianto |
| 1994   | Malaysia Open     | Herreneinzel | 1     | Joko Suprianto |
| 1994   | Indonesia Open    | Herreneinzel | 2     | Joko Suprianto |
| 1994   | Asienspiele       | Herreneinzel | 2     | Joko Suprianto |
| 1995   | German Open       | Herreneinzel | 1     | Joko Suprianto |
| 1995   | Indonesia Open    | Herreneinzel | 2     | Joko Suprianto |
| 1995   | Weltcup           | Herreneinzel | 1     | Joko Suprianto |
| 1995   | China Open        | Herreneinzel | 3     | Joko Suprianto |
| 1995   | Singapore Open    | Herreneinzel | 1     | Joko Suprianto |
| 1996   | Thailand Open     | Herreneinzel | 2     | Joko Suprianto |
| 1996   | Japan Open        | Herreneinzel | 1     | Joko Suprianto |
| 1996   | US Open           | Herreneinzel | 1     | Joko Suprianto |
| 1996   | Indonesia Open    | Herreneinzel | 1     | Joko Suprianto |